# Catalin Tecuceanu
Cătălin Tecuceanu (Tecuci, 9 settembre 1999) è un mezzofondista rumeno naturalizzato italiano.

## Biografia
Nato in Romania, nel 2008 si trasferisce a Trebaseleghe, in provincia di Padova, per raggiungere il padre arrivato in Italia nel 2002.
All'età di 12 anni inizia a praticare l'atletica leggera seguendo le orme dei fratelli a Noale, in provincia di Venezia.
Nel 2017 gareggia con la maglia rumena ai campionati europei under 20 di Grosseto, venendo eliminato in batteria negli 800 metri piani.
Il 14 settembre 2021, al meeting Hanžeković Memorial di Zagabria, stabilisce con il tempo di 1'44"93 il suo primato personale e la miglior prestazione all-time rumena della distanza.
Nel novembre del 2021 ottiene la cittadinanza italiana e dal marzo 2022 può rappresentare l'Italia nelle competizioni internazionali. Partecipa ai Giochi del Mediterraneo vincendo la medaglia di bronzo negli 800 metri piani col tempo di 1'44"97. Nel luglio 2022 partecipa ai campionati mondiali a Eugene, qualificandosi per le semifinali degli 800 metri piani con il primato personale di 1'44"83, senza però riuscire, il giorno seguente, ad accedere alla finale. Nell'agosto dello stesso anno partecipa ai campionati europei di Monaco di Baviera, sempre sugli 800 metri piani, uscendo, però, in batteria.
La stagione 2023 si apre positivamente, Catalin infatti riesce a raggiungere la finale degli 800 metri agli europei indoor di Istanbul, concludendo la gara al settimo posto. Ai mondiali di Budapest dello stesso anno abbassa il suo personale facendo segnare il crono di 1'44"79 durante la semifinale degli 800 metri, senza tuttavia riuscire a qualificarsi per la finale.
Il 23 febbraio 2024 a Madrid sigla il nuovo record italiano indoor sugli 800 metri piani, con il tempo di 1'45"00.
Il 18 maggio 2024 a Chorzów, in Polonia, migliora il suo personale sugli 800 metri, con il tempo di 1'44"22, portandolo a 1'44"01 il successivo 23 maggio al Grifone Meeting di Asti. Il 9 giugno 2024 conquista la medaglia di bronzo sugli 800 metri agli europei casalinghi di Roma, con il tempo di 1'45"40.

## Progressione

### 800 metri piani
| Stagione | Tempo   | Luogo        | Data      | Rank. Mond. |
| -------- | ------- | ------------ | --------- | ----------- |
| 2024     | 1'43"75 | Monaco       | 12-7-2024 |             |
| 2023     | 1'44"79 | Budapest     | 24-8-2023 |             |
| 2022     | 1'44"83 | Eugene       | 20-7-2022 |             |
| 2021     | 1'44"93 | Zagabria     | 14-9-2021 |             |
| 2020     | 1'46"41 | Rovereto     | 8-9-2020  |             |
| 2019     | 1'47"49 | Trieste      | 14-9-2019 |             |
| 2018     | 1'49"83 | Salò         | 20-9-2018 |             |
| 2017     | 1'51"38 | Celle Ligure | 5-7-2017  |             |

### 800 metri piani indoor
| Stagione | Tempo   | Luogo   | Data      | Rank. Mond. |
| -------- | ------- | ------- | --------- | ----------- |
| 2023/24  | 1'45"00 | Madrid  | 25-2-2024 |             |
| 2022/23  | 1'45"99 | Ancona  | 19-2-2023 |             |
| 2021/22  | 1'47"43 | Ostrava | 3-2-2022  |             |
| 2020/21  | 1'48"06 | Metz    | 6-2-2021  |             |
| 2019/20  | 1'48"77 | Ancona  | 26-1-2020 |             |
| 2017/18  | 1'53"09 | Padova  | 20-1-2018 |             |

## Palmarès
| Anno                            | Manifestazione          | Sede      | Evento      | Risultato  | Prestazione | Note                                     |
| ------------------------------- | ----------------------- | --------- | ----------- | ---------- | ----------- | ---------------------------------------- |
| In rappresentanza della Romania |                         |           |             |            |             |                                          |
| 2017                            | Europei U20             | Grosseto  | 800 m piani | Batteria   | 1'54"80     |                                          |
| In rappresentanza dell' Italia  |                         |           |             |            |             |                                          |
| 2022                            | Giochi del Mediterraneo | Orano     | 800 m piani | Bronzo     | 1'44"97     | Miglior prestazione personale stagionale |
| 2022                            | Mondiali                | Eugene    | 800 m piani | Semifinale | 1'46"31     | [ 9 ]                                    |
| 2022                            | Europei                 | Monaco    | 800 m piani | Batteria   | 1'47"94     |                                          |
| 2023                            | Europei indoor          | Istanbul  | 800 m piani | 7º         | 1'48"54     |                                          |
| 2023                            | Giochi europei          | Chorzów   | A squadre   | Oro        | 426,5 p.    | [ 10 ]                                   |
| 2023                            | Mondiali                | Budapest  | 800 m piani | Semifinale | 1'44"79     | Miglior prestazione personale            |
| 2024                            | Mondiali indoor         | Glasgow   | 800 m piani | 4º         | 1'46"39     |                                          |
| 2024                            | Europei                 | Roma      | 800 m piani | Bronzo     | 1'45"40     |                                          |
| 2024                            | Giochi olimpici         | Parigi    | 800 m piani | Semifinale | 1'45"38     |                                          |
| 2025                            | Europei indoor          | Apeldoorn | 800 m piani | 4º         | 1'45"57     |                                          |

## Campionati nazionali
- 2 volte campione nazionale assoluto degli 800 m piani (2022, 2025)
- 2 volte campione nazionale assoluto indoor degli 800 m piani (2022, 2023)

2022
- Oro ai campionati italiani assoluti indoor (Ancona), 800 m piani - 1'48"08
- Oro ai campionati italiani assoluti (Rieti), 800 m piani - 1'46"62

2023
- Oro ai campionati italiani assoluti indoor (Ancona), 800 m piani - 1'45"99
- Argento ai campionati italiani assoluti (Molfetta), 800 m piani - 1'45"04

2025
- Oro ai campionati italiani assoluti (Caorle), 800 m piani - 1'47"61

## Altre competizioni internazionali
2022
- 8º al Golden Spike Ostrava ( Ostrava), 800 m piani - 1'45"24

2023
- Campionati europei a squadre di atletica leggera ( Chorzów)
- 6º al Meeting international Mohammed VI d'athlétisme de Rabat ( Rabat), 800 m piani - 1'46"76